# Sovsäck

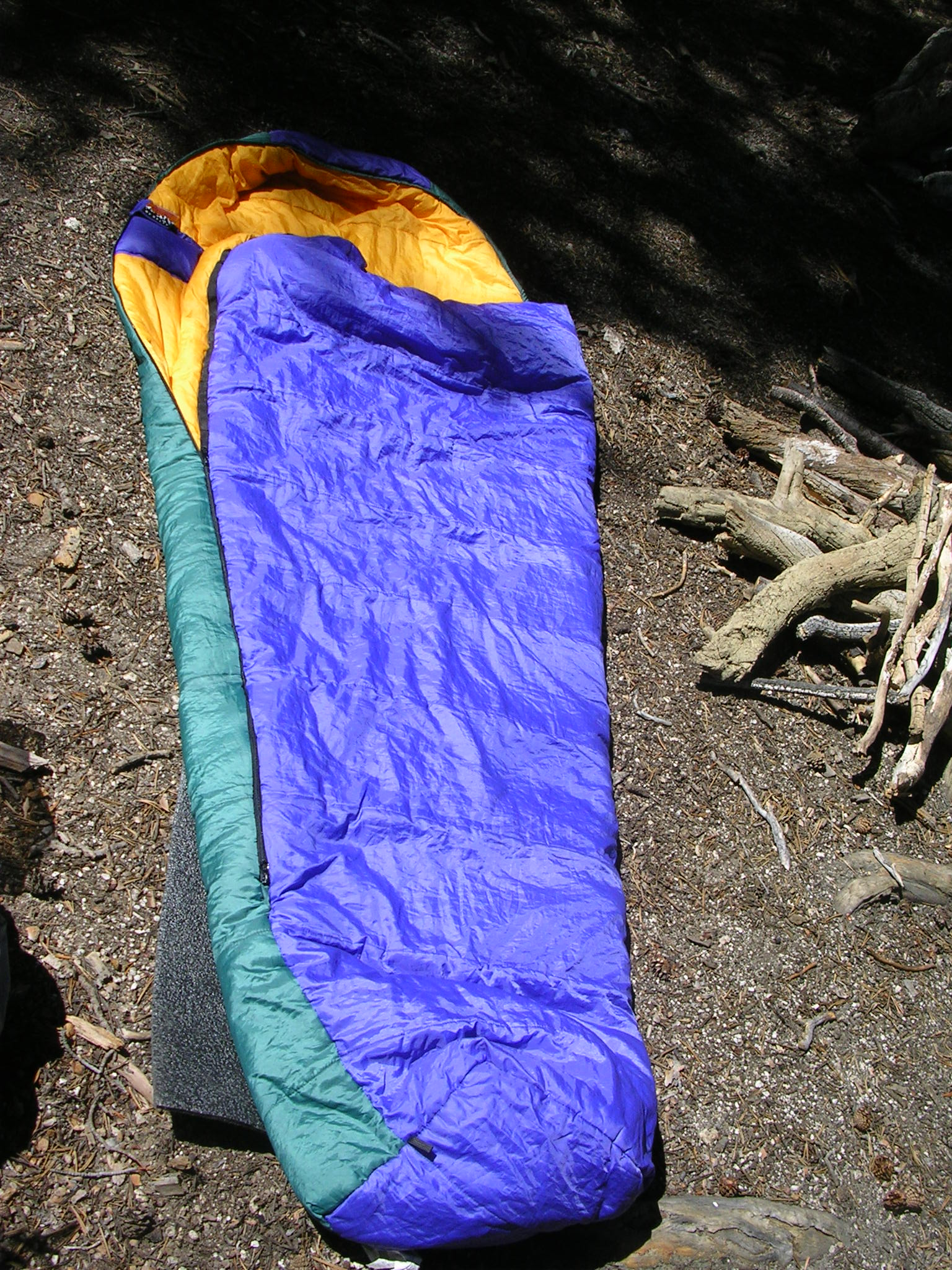
En sovsäck.

En sovsäck är en isolerad påse att sova i. Den kan bestå av naturmaterial som bomull, siden eller linne eller vara tillverkad av konstfibrer. Enkla sovsäckar kan användas istället för lakan som skydd för sängkläderna och kommer ofta till användning vid resor.  Stoppade sovsäckar används mest för övernattning utomhus, till exempel i tält eller vindskydd. Sovsäckens fyllning kan utgöras av dun eller konstfiber. Fyllningens isolerande förmåga är viktig när man väljer sovsäck och valet sker med tanke på de tänkta klimatförhållandendena den ska användas vid. För att öka bekvämlgheten kan även en kudde medtagas.
De första sovsäckarna gjordes av renskinn. Sådan sovsäckar, med sovplats för två personer, användes av polarforskare på 1800-talet bland annat Fridtjof Nansen då han skidade över Grönland 1888.
Ordet "sovsäck" finns belagt i svenska språket sedan 1858.